# 奈古屋元堯
奈古屋 元堯（なごや もとたか）は、戦国時代から安土桃山時代にかけての武将。父は毛利元勝。子に奈古屋元賀、奈古屋元忠。通称は與三（余三）。官途名は左近助、加賀守。

## 生涯
大内氏家臣・毛利元勝（河内守）として生まれ、大内義隆に仕える。
天文10年（1541年）4月に厳島神主家の友田興藤が守る安芸国の桜尾城が大内氏の攻撃により滅ぼされると、陶氏家臣の江良賢宣や、厳島神領衆の己斐豊後守、新里宮内少輔（後の坪井元政）らと共に安芸国桜尾城に在城した。
天文20年（1551年）の大寧寺の変で大内義隆が陶晴賢に討たれると、大内義長に属した。
天文23年（1554年）5月12日、元堯らの在城する桜尾城が毛利元就に攻められると、吉川元春や熊谷信直、洞雲寺住職の説得に応じて桜尾城を開城。己斐豊後守や新里宮内少輔は毛利氏に服属し、元堯は山口に退去した。この際、元就は元堯に書状を送り毛利家への仕えるよう誘ったが、元堯は断っている。
弘治3年（1557年）4月3日に大内義長が自害して大内氏が滅亡すると毛利氏に仕え、同年12月2日、防長経略が終わった後の毛利氏家臣239名が名を連ねて軍勢狼藉や陣払の禁止を誓約した連署起請文において、9番目に「毛利與三」と署名する。
永禄8年（1565年）3月22日、主君となった毛利氏と同じ名字であることを遠慮し、名字を「毛利」から「奈古屋」へ改め、同時に一文字三ツ星の家紋も改めた。
天正8年（1580年）4月14日、備中国賀茂において元堯の嫡男である元賀が戦死すると、翌4月15日付けで毛利輝元は元堯に対して元賀の戦死を報せる書状を送り、元堯と同様の心中である旨を伝えている。
没年は不明。次男の元忠が後を継いだ